# Plaza Durbar de Katmandú

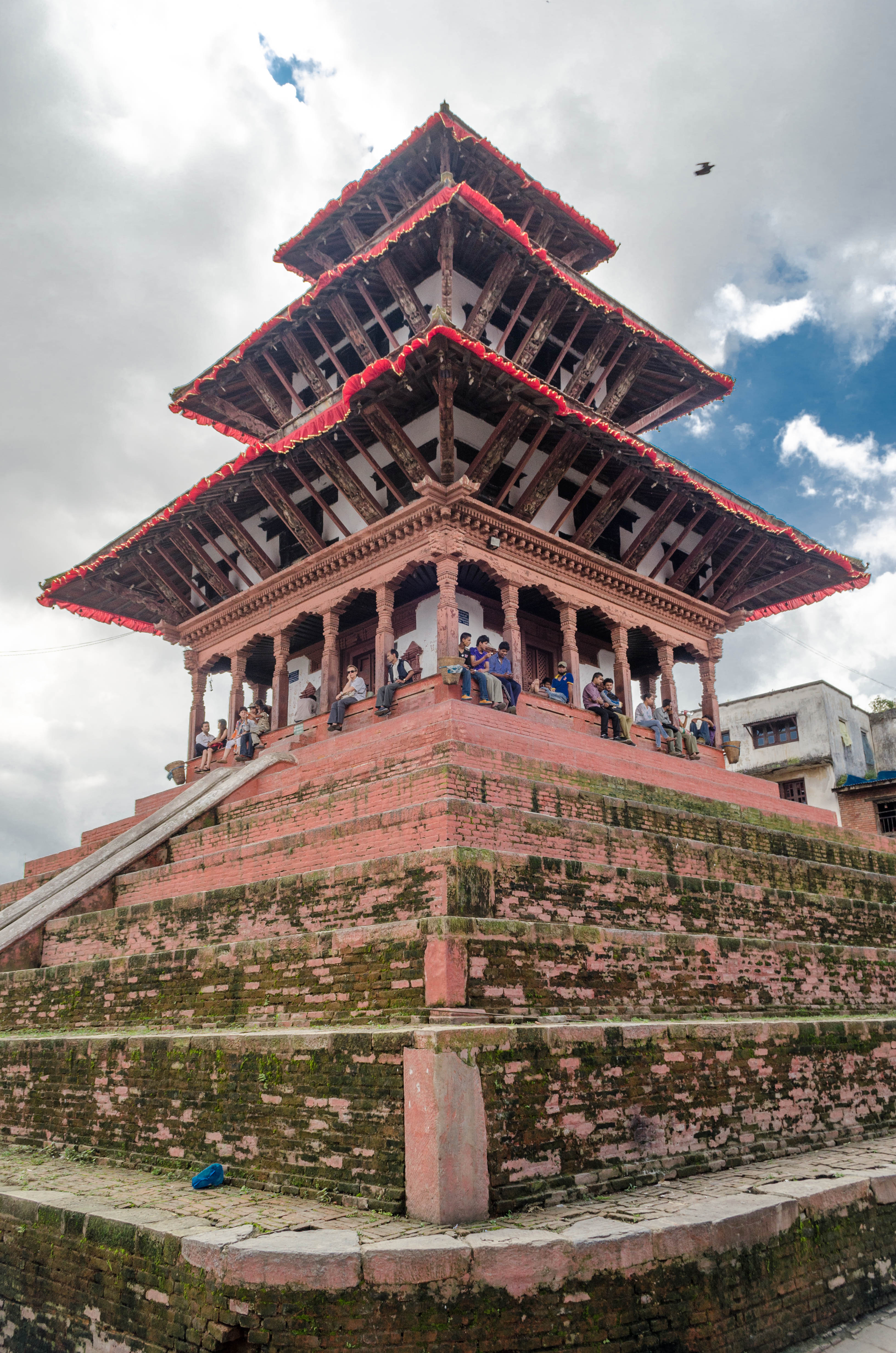
Templo Maju Dega en la plaza Durbar.

La plaza Durbar (en nepalí: वसन्तपुर दरवार क्षेत्र, Basantapur Darbar Kshetra) es una plaza situada frente al antiguo palacio real de Katmandú en Nepal. Es una de las tres plazas Durbar en el valle de Katmandú, en Nepal, clasificadas como Patrimonio de la Humanidad de la Unesco.
La plaza Durbar estuvo rodeada con una arquitectura espectacular y claramente muestra las habilidades de los artistas y artesanos Newar a lo largo de varios siglos. El palacio real estaba originalmente en la plaza Dattaraya y más tarde se trasladó a las cercanías de la plaza Durbar. Fue el palacio real de las dinastías nepalíes Malla y Shah, que gobernaron la ciudad. Junto al palacio, la plaza está rodeada de patios y templos. Se conoce también como plaza Durbar de Hahuman Dhoka, nombre derivado de la estatua de Hánuman, el dios-mono, compañero de Rama, a la entrada del palacio.
En abril y mayo de 2015, dos terremotos produjeron el colapso de varias de las construcciones que la circundan.

## Galería

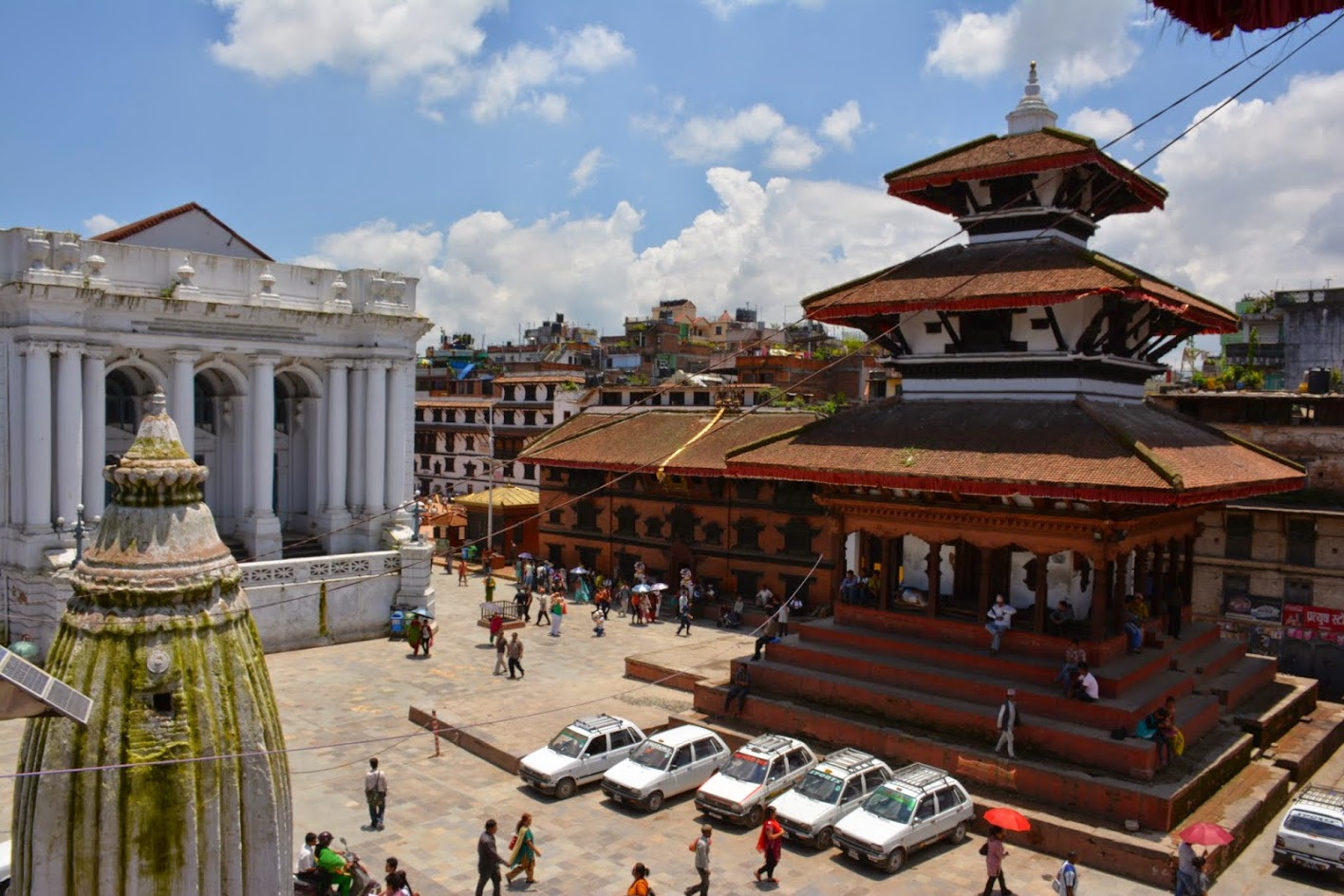
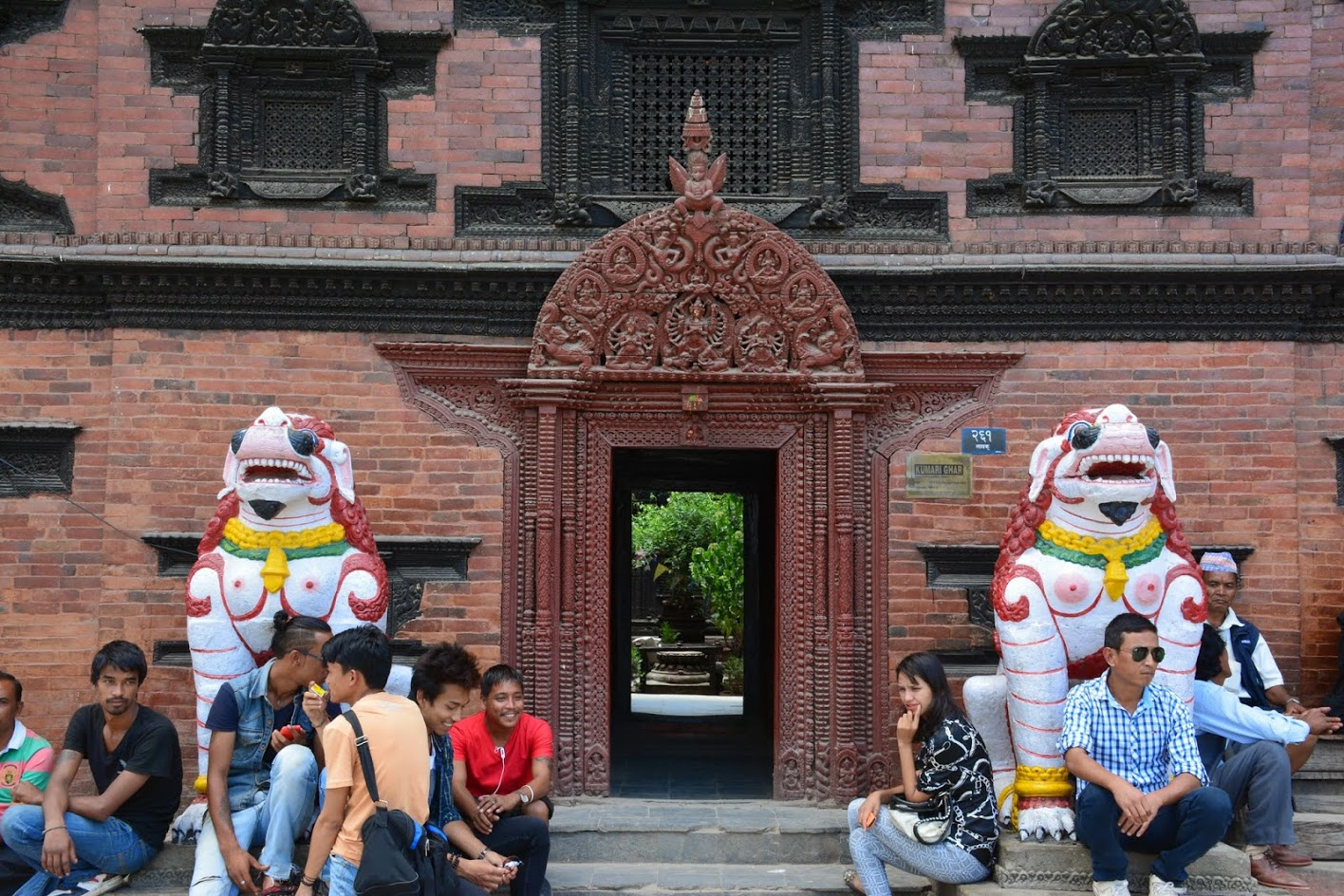
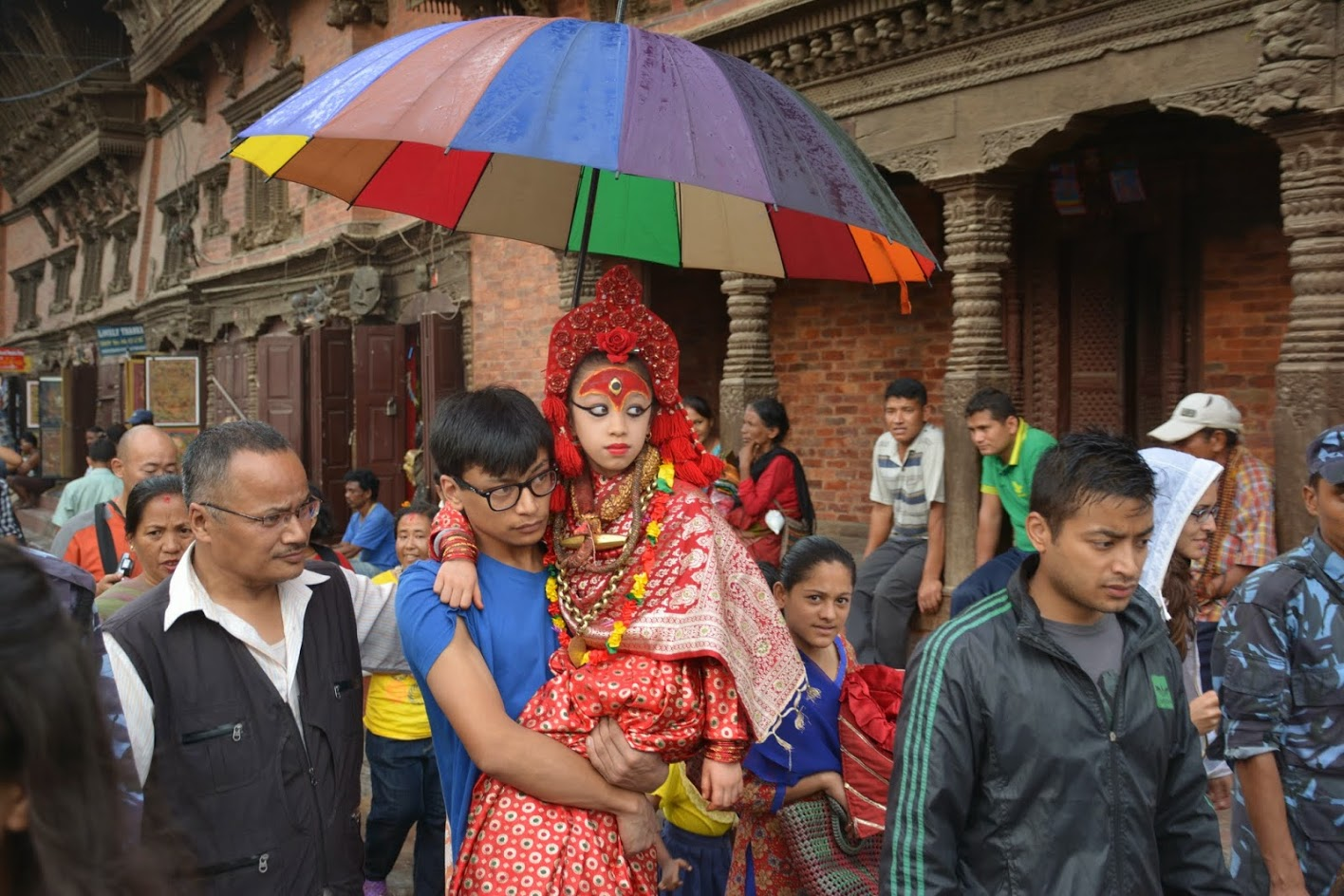
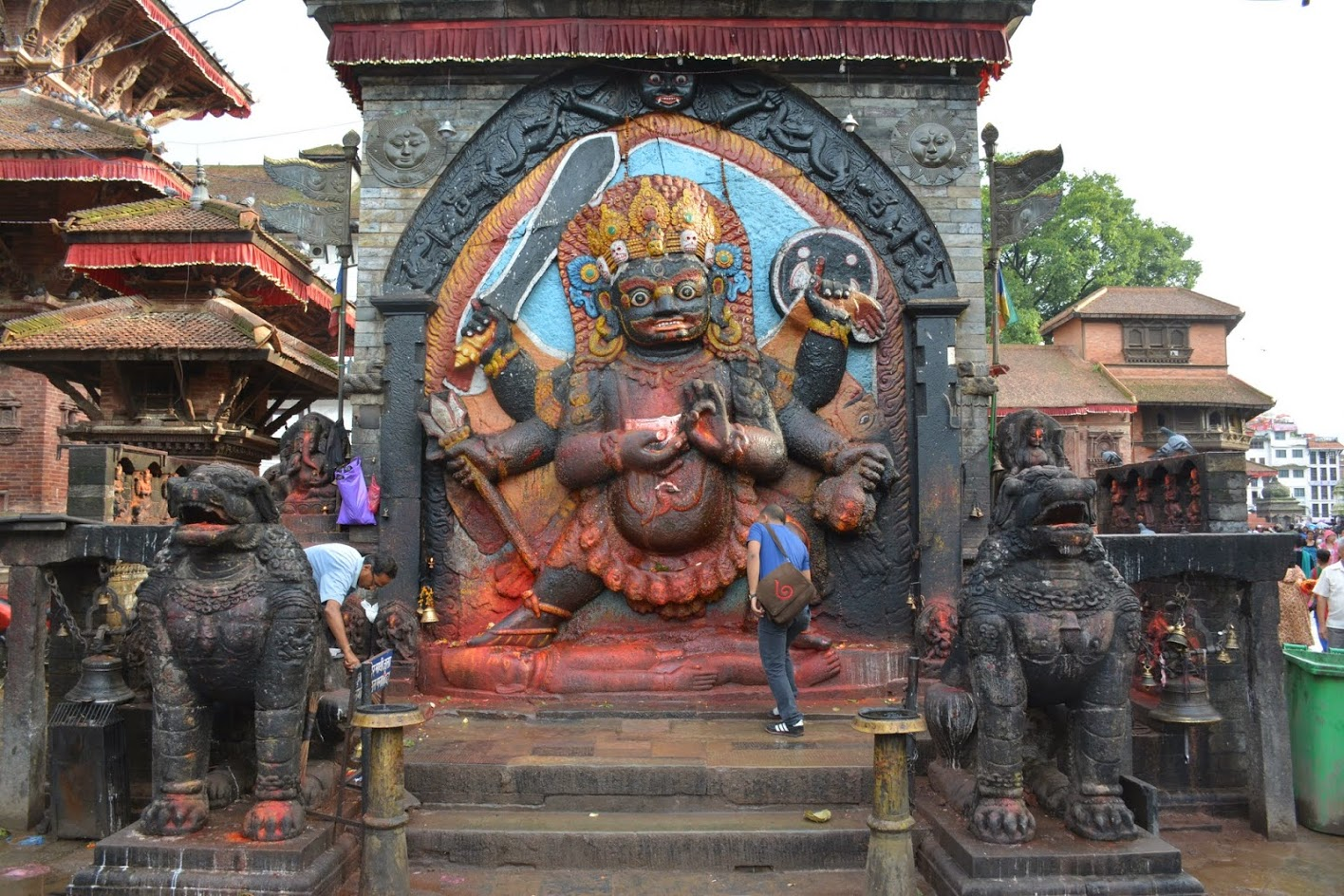
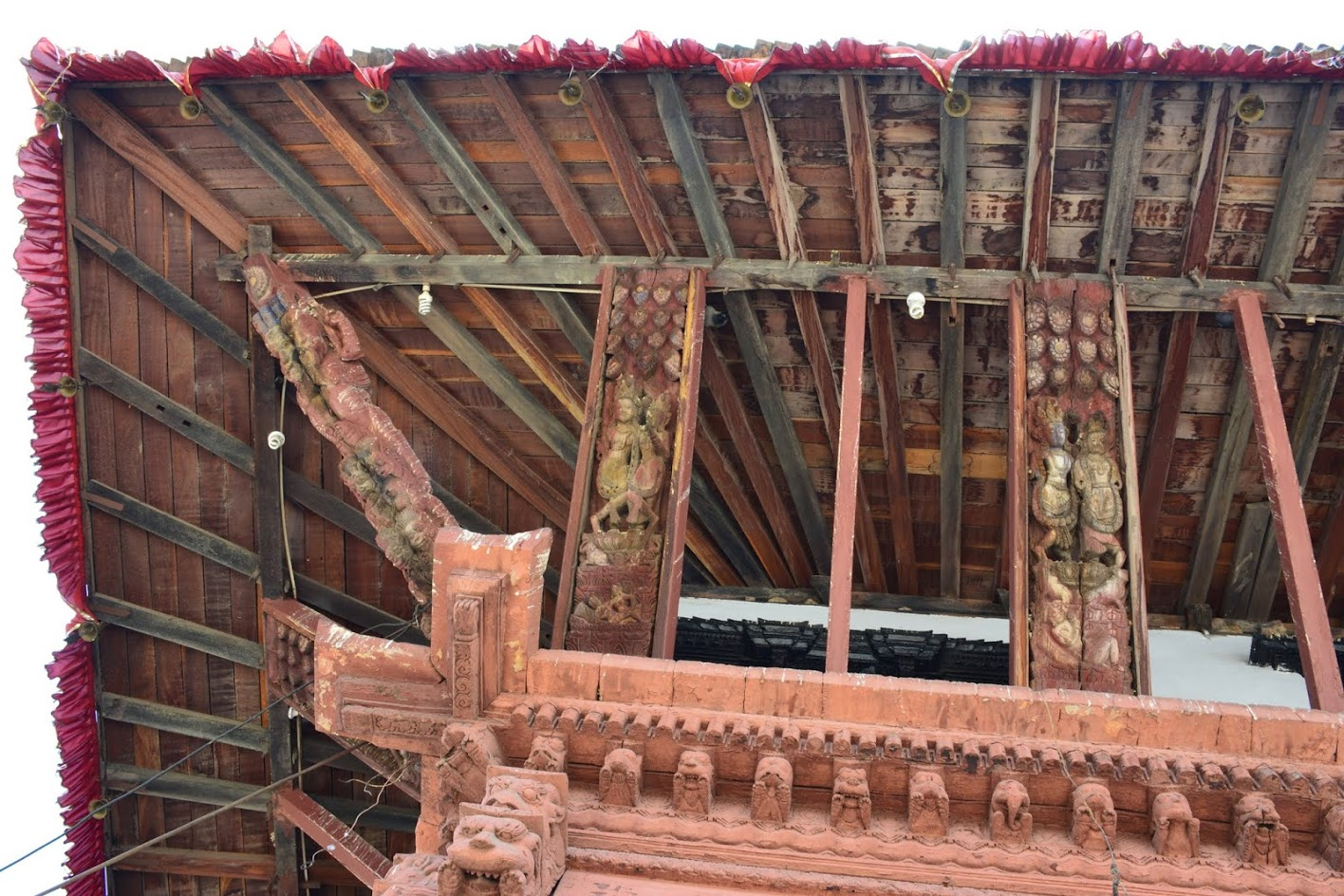
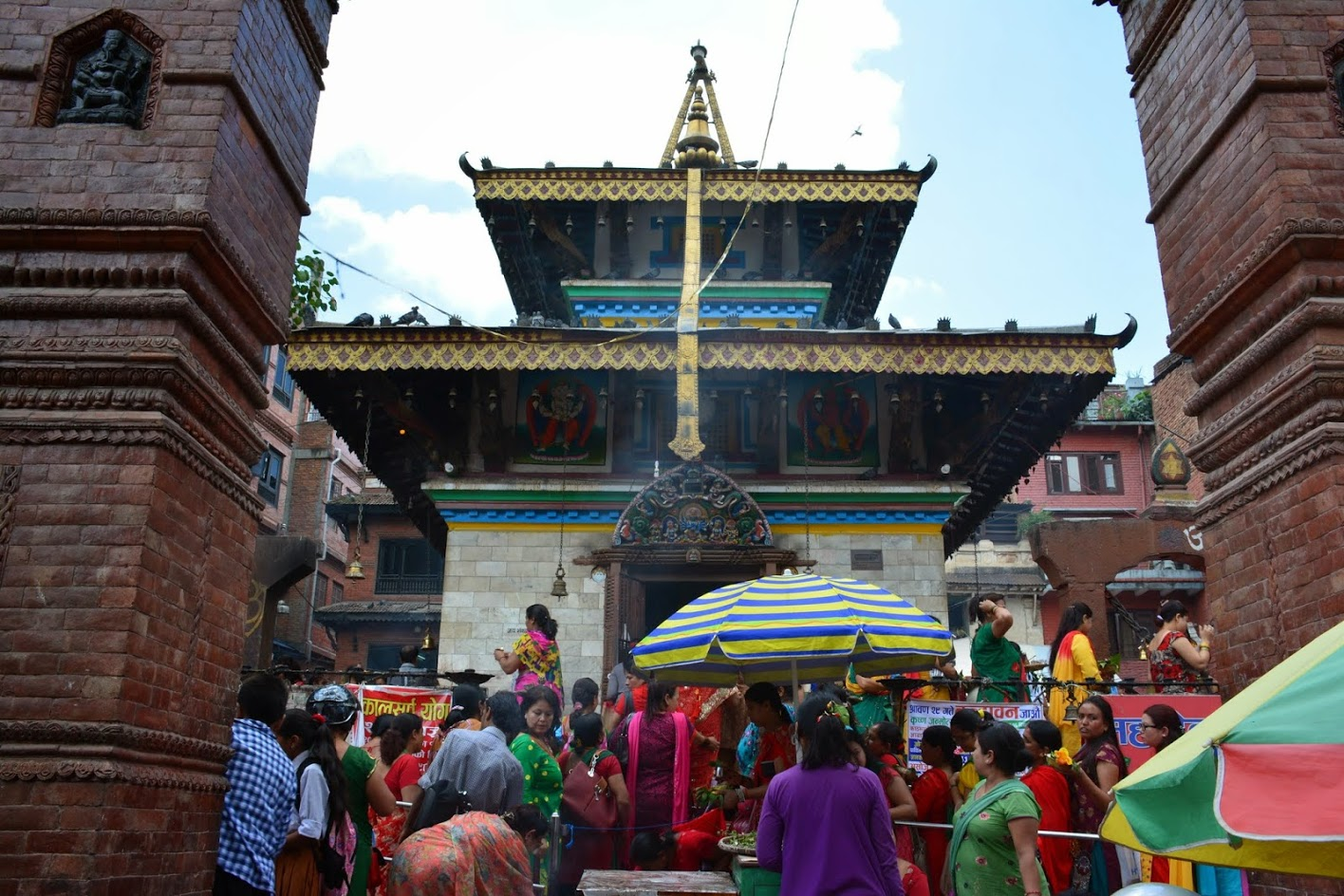